# 今井晶三
今井 晶三（いまい しょうぞう、1931年（昭和6年）3月1日 - 2016年（平成28年）10月23日）は、昭和から平成時代の政治家。実業家。新聞記者。兵庫県豊岡市長。

## 経歴
早稲田大学を卒業後、日本経済新聞社に入り電波室長を歴任。1979年（昭和54年）の総選挙に新自由クラブ公認で兵庫5区から出馬、翌1980年（昭和55年）の総選挙では選挙区を東京1区に移して新自ク公認で出馬するも何れも落選。1981年（昭和56年）東通社長室付となって、1982年（昭和57年）テーク・ワン社長に就任。
1989年（平成元年）豊岡市長に当選し、3期務めた。2007年、旭日小綬章受章。2016年（平成28年）10月23日、悪性リンパ腫のため死去した。叙従五位。